# 24 mars 1937
Le mardi 24 mars 1937 est le 83e jour de l'année 1937.

## Naissances
- Romain Bouteille, metteur en scène, humoriste et acteur français, fondateur avec Coluche du « Café de la Gare ».
- Billy Stewart, chanteur et pianiste américain († 17 janvier 1970).